# Willy Kuijpers
Pour les articles homonymes, voir Kuijpers.
Willy Kuijpers, né le 1er janvier 1937 à Louvain et mort le 17 novembre 2020, est un homme politique belge flamand, ancien membre de la Volksunie et membre de la Nieuw-Vlaamse Alliantie (N-VA).

## Carrière politique
- depuis 1970 : conseiller communal à Herent
- 1971-1984 : député belge
- 1983-1988 : premier échevin à Herent
- 1984-1989 : député européen
- 1989-1995 : sénateur
- 1995-1997 : député flamand
- 1995-2012 : bourgmestre de Herent